# بار بار مرغ سار (ماهرو)
بار بار مرغ سار (بالفارسية: بربر مرگسر) هي منطقة سكنية تقع في إيران في قسم ماهرو الریفي. يقدر عدد سكانها بـ 32 نسمة .